# Otto Baumann (Politiker)
Otto Baumann (* 25. Februar 1879 in Neu-Ulm; † 13. Juli 1951 in Harthausen) war ein deutscher Offizier und später Kommunalpolitiker.

## Leben

### Familie
Baumann war der Sohn eines Generalarztes. Er verheiratete sich 1917 mit Anna Maria Kleiter.

### Militärkarriere
Nach dem Abitur am Wilhelmsgymnasium München trat Baumann 1899 als Fahnenjunker in das 11. Infanterie-Regiment „von der Tann“ der Bayerischen Armee in Regensburg ein. Er absolvierte erfolgreich die Kriegsschule und wurde 1901 zum Leutnant befördert. Seine 1912 begonnene Ausbildung an der Kriegsakademie musste er 1914 als Oberleutnant nach dem Ende des zweiten Lehrgangs wegen des Ausbruchs des Ersten Weltkriegs vorzeitig abbrechen.
Baumann ließ sich nach der Mobilmachung bei der Flieger-Abteilung 1 b zum Beobachter ausbilden. Im Anschluss kam er in Lothringen und Frankreich zum Einsatz, wurde Ende des Jahres zum Hauptmann befördert und 1915 Führer der Feldflieger-Abteilung 7 b an der Westfront. 1916 wurde Baumann Kommandeur des II. Bataillons des 7. Infanterie-Regiments „Prinz Leopold“. Es folgten weitere Verwendungen im Stabs- und Truppendienst, zuletzt als Zweiter Generalstabsoffizier der 5. Reserve-Division. Für seine Leistungen während des Krieges hatte man Baumann mit beiden Klassen des Eisernen Kreuzes, dem Verwundetenabzeichen in Schwarz, dem Militärverdienstorden IV. Klasse mit Schwertern sowie dem Mecklenburgischen Militärverdienstkreuz II. Klasse ausgezeichnet.
Nach Kriegsende folgte seine Übernahme in die Vorläufige Reichswehr. Dort wurde er zunächst im Stab der Reichswehr-Brigade 24 verwendet und am 18. Mai 1920 zum Major befördert. Nach kurzzeitigen Dienst im Infanterie-Regiment 20 kam Baumann 1921 in den Generalstab der 7. (Bayerische) Division nach München. 1923 wurde er zum 20. (Bayerisches) Infanterie-Regiment rück versetzt. Zunächst im Regimentsstab verwendet, wurde Baumann 1925 Kommandeur des I. Bataillons in Regensburg und als solcher am 1. Februar 1926 zum Oberstleutnant befördert. 1928 erhielt er unter Verleihung des Charakters als Oberst seinen Abschied aus dem Militärdienst.

### Politik
Er wurde nach Absetzung Karl Demls von der US-amerikanischen Militärregierung am 1. Dezember 1945 als Landrat des Landkreises Günzburg eingesetzt. Er überwachte die Zulassung der politischen Parteien und organisierte im Frühjahr 1946 die ersten freien Kommunalwahlen. Mit der Wahl Ferdinand Merckels zum Landrat endete seine Amtszeit.